# Гезах
Гезах (чечен. Гезах) — село в Итум-Калинском районе Чеченской Республики. Входит в состав Баулойского сельского поселения.

## География
Хутор расположен на правом берегу реки Тонгхойэрк, к юго-западу от районного центра Итум-Кали.
Ближайшие сёла и развалины: на северо-западе — Эльпаро, на северо-востоке — Юрдыхой и Чухшланой, на юго-западе — Пеж-Басхой, на юго-востоке — Тонгахой.

## История
В 1944 году коренное население ЧИ АССР было выселено. После восстановления ЧИ АССР чеченцам было запрещено возвращаться в свои исконные районы: Галанчожский, Шатойский и Итум-Калинский.

## Население
| 2010 |
| ---- |
| 9    |